# Bogislaw von Bonin

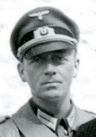
Bogislaw von Bonin am 5. Mai 1945 in Niederdorf

Bogislaw Oskar Adolf Fürchtegott von Bonin (* 17. Januar 1908 in Potsdam; † 13. August 1980 in Lehrte) war ein deutscher Offizier, zuletzt im Rang eines Oberst i. G., Militärstratege und Publizist.

## Leben
Bogislaw von Bonin wurde am 17. Januar 1908 als ältester Sohn des preußischen Offiziers und späteren Obersten der Luftwaffe Bogislav Gerhard Wilhelm Fürchtegott von Bonin (1878–1945) und seiner Ehefrau Pauline Emilie Mathilde, geb. von Bülow (1885–1968), einer Tochter des Generals der Kavallerie Adolf von Bülow, in Potsdam geboren. Er hatte vier jüngere Geschwister: Elisabeth Mathilde Metta Erika (1909–1974), Hubertus Bogislaw Oskar Adolf Fürchtegott (1911–1943, Fliegerass und Ritterkreuzträger), Jürgen-Oskar Bogislaw Adolf Fürchtegott (1914–1942, Beobachter in einem Transportgeschwader der Luftwaffe) und Eckart-Wilhelm Max Bogislaw Fürchtegott (1919–1992, Nachtfliegerass und Ritterkreuzträger).
Von 1913 bis 1926 besuchte er die allgemeinbildenden Schulen in Karlsruhe, Potsdam, Greifenberg und Brandenburg/Havel. Im Jahre 1933 heiratete Bogislaw von Bonin. Aus dieser Ehe gingen die drei Kinder Bogislaw, Wedig und Christian hervor.

### Reichswehr und Wehrmacht (1926–1945)
Am 1. April 1926 trat Bonin als Fahnenjunker ins 4. (Preußische) Reiter-Regiment der Reichswehr in Potsdam ein. Seine Beförderung zum Leutnant erfolgte am 1. Februar 1930. 1935 wechselte er zum 6. Panzerregiment nach Neuruppin. Von 1936 bis 1938 besuchte er die Kriegsakademie in Berlin. Seine hier 1938 erreichte Qualifikation ermöglichte ihm eine sofortige Verwendung in der 1. Aufmarsch-/Operationsabteilung des Generalstabs des Heeres beim Oberkommando des Heeres (O.K.H.).

#### Generalstabsoffizier im Zweiten Weltkrieg
Mit dem Ausbruch des Zweiten Weltkriegs nahm er als Erster Generalstabsoffizier der 17. Panzer-Division am Westfeldzug, am Russlandfeldzug und in gleicher Funktion bei der Deutsch-Italienischen Panzerarmee am Afrikafeldzug teil. In diesen Jahren stellte er seine Fähigkeiten als Generalstabsoffizier unter Beweis und genoss hohen Respekt. Nach der Beförderung zum Oberst wurde er 1943 Chef des Stabes des XIV. Panzerkorps in Sizilien. 1944 fungierte er nacheinander als Chef des Generalstabs des VI. Panzerkorps und der 1. Ungarischen Armee.
Nach dem Attentat vom 20. Juli 1944 auf Adolf Hitler wurde er von Generaloberst Heinz Guderian zum Chef der Operationsplanung des Generalstabs des Heeres berufen und übte diese Funktion in enger Zusammenarbeit mit General Walther Wenck aus.

#### Verhaftung nach Räumung Warschaus gegen Hitlers Befehl
Im Januar 1945 veranlasste Bonin gegen den ausdrücklichen Befehl Hitlers die Räumung Warschaus und überließ die Stadt kampflos der Roten Armee. Aus diesem Grund wurde er am 17. Januar 1945, an seinem 37. Geburtstag, im Hauptquartier des O.K.H. in Zossen durch die Gestapo verhaftet.
Ab dem 18. Januar 1945 befand sich Bonin im Gefängnis Berlin Lehrter-Straße in Einzelhaft. Anschließend erfolgte seine Überführung in die Prinz-Albrecht-Straße. Anfang April 1945 wurde er gemeinsam mit weiteren Sonderhäftlingen über das KZ Flossenbürg ins KZ Dachau transportiert.
In einem „Schnellbrief“ vom 5. April 1945 kündigte der Chef der Gestapo, SS-Gruppenführer Heinrich Müller, dem Leiter des KZ Dachau, SS-Obersturmbannführer Eduard Weiter, die Überstellung von zehn Sonderhäftlingen an. Zu diesen gehörten u. a. Kurt Schuschnigg (früherer österreichischer Bundeskanzler) mit Frau und Kind, Hjalmar Schacht (früherer Reichsbankpräsident und Reichswirtschaftsminister), Generaloberst Franz Halder (früherer Chef des Generalstabs des Heeres) und Oberst i. G. von Bonin. Auf der zweiten Seite heißt es dort:

„v. Bonin war im Führerhauptquartier tätig und befindet sich in einer Art Ehrenhaft. Er ist noch aktiv Oberst und wird es voraussichtlich auch bleiben. Ich bitte, ihn daher besonders gut zu behandeln.“

Im selben „Schnellbrief“ wird direkt nach dem obigen Zitat die unauffällige Liquidierung des Schutzhäftlings „Eller“ (Georg Elser) angeordnet. Elser wurde kurz nach Eingang des Schreibens im KZ Dachau erschossen, ohne, wie angeordnet, auf den nächsten Luftangriff zu warten und auch ohne das Schreiben „nach Kenntnisnahme und Vollzug“ zu vernichten.

#### Befreiung der Sonder- und Sippenhäftlinge in Südtirol

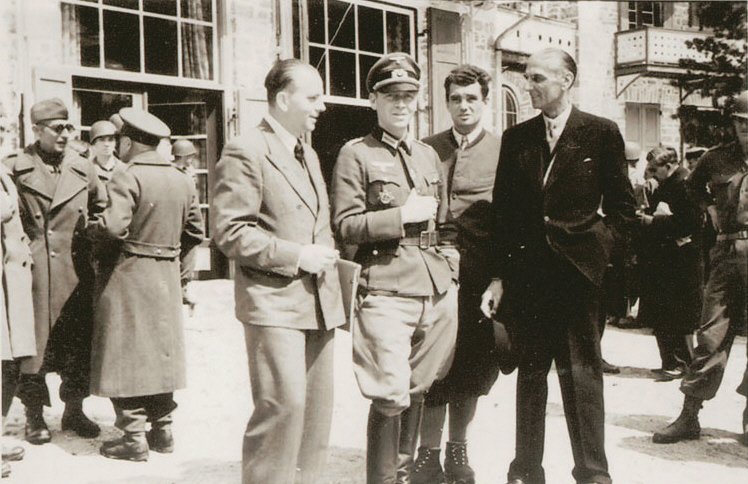
Bogislaw von Bonin (Bildmitte in Uniform) am 5. Mai 1945 vor dem Hotel „Pragser Wildsee“ bei Niederdorf

Von Dachau ging es Ende April 1945 mit 141 Sonder- und Sippenhäftlingen über Innsbruck und den Brennerpass weiter nach Südtirol. Dort erreichte der Transport am 28. April Niederdorf im Pustertal. In Niederdorf gelang es Bonin, heimlich von der Ortskommandantur der Wehrmacht aus mit General Hans Röttiger, dem  Chef des Generalstabs der Heeresgruppe C in Bozen, zu telefonieren.
Daraufhin beauftragte Röttiger den in Moos bei Sexten stationierten Hauptmann Wichard von Alvensleben, sich dieser Sache anzunehmen. Dieser konnte am 30. April mit Hilfe von hundertfünfzig Grenadieren aus Toblach das Begleitkommando der SS und des SD entwaffnen.
Zu den von der Wehrmacht befreiten Sonder- und Sippenhäftlingen gehörten – neben den bereits erwähnten Kurt Schuschnigg mit Ehefrau Vera und Tochter „Sissy“, Hjalmar Schacht und Franz Halder mit Ehefrau Gertrud – auch Familienmitglieder von Claus Schenk Graf von Stauffenberg und Carl Friedrich Goerdeler, der frühere französische Premierminister Léon Blum mit Ehefrau Jeanne sowie Fritz Thyssen mit Ehefrau Amélie. Der couragierten Initiative Bonins verdankten er selbst und 140 weitere Häftlinge aus sechzehn Ländern ihre Befreiung aus den Händen der SS.

### Nachkriegszeit
Ungeachtet dieser Verdienste wurde Bonin im Mai 1945 von amerikanischen Truppen in Kriegsgefangenschaft genommen und erst Weihnachten 1947 wieder freigelassen.
Nach seiner Entlassung war Bonin ab 1948 in kaufmännischen Tätigkeiten, als Transportunternehmer und mit einem Arbeitsvertrag bei der Daimler-Benz AG bis 1952 tätig.

### Amt Blank (1952–1955)

#### Leitung der Unterabteilung „Militärische Planung“ (1952–1953)
Am 3. Juni 1952 wurde er als militärischer Experte in das neue Amt Blank nach Bonn berufen, wo er die Leitung der Unterabteilung „Militärische Planung“ übernahm. Seine Aufgabe war, die Planungen des deutschen Beitrags zur künftigen Europäischen Verteidigungsgemeinschaft (EVG) vorzubereiten. Nachdem die Gründung der EVG jedoch 1954 gescheitert war, kam es ein Jahr später zur deutschen Mitgliedschaft in der NATO.
Im Sommer 1953 äußerte er in Paris vor EVG-Gremien Zweifel an der Realisierbarkeit einer 500.000 Mann starken Bundeswehr innerhalb von nur vier Jahren, wie sie Bundeskanzler Konrad Adenauer den westlichen Verhandlungspartnern versprochen hatte.
Da Bonins Aktivitäten einen militärpolitischen Skandal auszulösen drohten, sah sich Theodor Blank, Sicherheitsbeauftragter der Bundesregierung und Leiter des seinen Namen tragenden Amtes, im November 1953 gezwungen, ihn von seinem Posten als Leiter der Unterabteilung „Militärische Planung“ abzulösen. Sein Nachfolger wurde der frühere Oberst i. G. Kurt Fett.

#### Weitere Tätigkeit bis zur Kündigung (1954–1955)
Da Bonin aber als zukünftiger Kommandeur der Bundeswehr erhalten bleiben sollte, wurde er zunächst mit Auslandsreisen betraut, die ihn drei Wochen nach Großbritannien und acht Wochen in die USA führten. Anschließend erhielt er den Auftrag, eine Studie über die Möglichkeiten der Abwehr eines russischen Angriffs auf das westdeutsche Gebiet während der Aufstellung der westdeutschen Truppen auszuarbeiten.

##### Ablehnung seiner Alternativkonzeption
Die damaligen Abwehrvorbereitungen der NATO waren darauf abgestellt, im Falle eines sowjetischen Angriffs notfalls Raum aufzugeben und den Sowjets elastisch auszuweichen. Westdeutsche Soldaten fänden dabei, so die Kritik Bonins, keine Gelegenheit, ihre Heimat zu verteidigen. Nach seiner Auffassung sollten deutsche Soldaten nicht Europa am Rhein, sondern die Bundesrepublik Deutschland mit einem Panzerabwehrriegel unmittelbar an der über 800 Kilometer langen Grenze zur DDR und zur Tschechoslowakei verteidigen. Die Situation eines geteilten Deutschlands erfordere eine besondere militärische Konzeption, die von der Amerikas oder Frankreichs zwangsläufig abweiche. Künftige deutsche Truppen sollten nach Empfehlung Bonins eindeutig und auch nach außen erkennbar rein defensiv sein. Dadurch werde die Gefahr einer Blockierung der Wiedervereinigung durch die Sowjetunion vermieden. Man werde vier Jahre brauchen, um ein Fundament für die geplante Armee zu schaffen, die vorerst nur aus Freiwilligen in einer Stärke von 120.000 Mann bestehen könne.
Diese Thesen reichte Bonin im Juli 1954 seinen Vorgesetzten ein. Im Amt Blank wurden hierzu mehrere interne Stellungnahmen ausgearbeitet:
- Adolf Heusinger, der künftige erste Generalinspekteur der Bundeswehr, lehnte Bonins Überlegungen in einer Stellungnahme vom 20. August 1954 ab. Eine wirkungsvolle lineare Panzerabwehr an der Grenze zu DDR und Tschechoslowakei sei allein schon auf Grund des Geländes nicht möglich. Durch schwerpunktmäßige Zusammenfassung seiner Kräfte könnte der Gegner mit motorisierten Infanteriekräften, unterstützt von taktischen Fallschirmverbänden, die Verteidigungslinie durchstoßen. Diesem taktischen Durchbruch könnten dann die feindlichen Panzerdivisionen in einer zweiten Welle folgen.[20]
- Hans Speidel, der spätere Oberbefehlshaber der alliierten Landstreitkräfte in Mitteleuropa bei der NATO, sprach sich am 20. September 1954 gegen eine derartige Panzer-Verteidigungszone aus, die von jedem stärkeren infanteristischen Angriff durchbrochen werden könne. Anschließend könnten die Panzerverbände durch die Bresche nachstoßen und zur freien Operation kommen. Dann aber sei genau das Gegenteil von dem erreicht, was Bonin wolle.[21]
- Kurt Fett, Bonins Nachfolger als Leiter der Unterabteilung „Militärische Planung“, bemängelte in seiner Stellungnahme vom 31. August 1954, eine rein defensive Panzerabwehr sei gegen Infanterieangriffe und gegen feindliche Artillerie wehrlos. Die künftige westdeutsche Armee brauche zur operativen Beweglichkeit Angriffs- und Abwehrdivisionen und dürfe nicht unter Verzicht auf das Gesetz des Handelns zur reinen Panzerabwehr abgeschwächt werden.[22]

Außerdem hielt man Bonins Plan für politisch gefährlich, da die Stationierung westdeutscher Truppen entlang der Zonengrenze als Anerkennung der Teilung Deutschlands missverstanden werden könnte. Ende Oktober 1954 teilte Theodor Blank ihm mit, seine Studie sei abgelehnt.

##### Denkschriften
Daraufhin verfasste Bonin die Denkschriften „Die Grenze des Erträglichen“ vom 5. Dezember 1954 und „Wiedervereinigung und Wiederbewaffnung – kein Gegensatz“ vom Februar 1955. Gleichzeitig wollte er sich unter Umgehung seiner Vorgesetzten mit seiner Denkschrift „Wiedervereinigung und gleichzeitig Sicherheit: Ein Lösungsvorschlag für Koalition und Opposition“ direkt an Bundespräsident Theodor Heuss und Bundeskanzler Konrad Adenauer wenden.

##### Fristgerechte, gefolgt von fristloser  Kündigung
Da er seine Positionen im Widerspruch zur offiziellen Politik der Westintegration auch außerhalb des Amtes verbreitete, erhielt er am 22. März 1955 mit Billigung Adenauers von Theodor Blank eine fristgerechte Kündigung zum 30. September.
Die Veröffentlichung des Artikels „Verteidigungspläne. Was sag’ ich meinem Sohn?“ im Spiegel vom 30. März 1955 führte zu einer Sondersitzung des Deutschen Bundestages und schließlich im Juli 1955 zu seiner fristlosen Kündigung durch Theodor Blank, der am 7. Juni 1955 zum ersten Bundesminister für Verteidigung ernannt worden war.

### Berufliche Tätigkeit in der Privatwirtschaft und Publikationstätigkeit (1955–1970)
Bogislaw von Bonin ging damit als der erste militärpolitische „Rebell“ in die Geschichte der im Mai 1956 gegründeten Bundeswehr ein. Ab 1956 war er in kaufmännischen Tätigkeiten bei der Auto Union GmbH in Düsseldorf, Minden und Hannover und später als Repräsentant von Daimler-Benz in Hannover beschäftigt.
Nach seinem Ausscheiden aus dem Amt Blank bemühte sich Bonin vergeblich um die Unterstützung von CDU und SPD für seine militärstrategischen Vorstellungen. Er hatte einige medienwirksame Auftritte, u. a. mit dem Plan eines „Deutschen Rates“ zur Wiedervereinigung zusammen mit dem ehemaligen FDP-Mitglied Artur Stegner.
Am 9. Dezember 1955 reiste Bonin auf eigene Faust nach Ost-Berlin, wo er mit sowjetischen Stellen Kontakte knüpfte. Ihm wurde angeboten, für die Sowjetunion nachrichtendienstlich tätig zu sein. In der Organisation Gehlen wurde der Ostkontaktversuch unter dem Fallnamen Mercedes von Heinz Felfe bearbeitet.
Bonin war von Oktober 1961 bis September 1970 Herausgeber des vertraulich-privaten Informationsbriefs Das ganze Deutschland. Die in hektographierter Form herausgegebenen Briefe erschienen in unregelmäßigen Abständen und umfassten in der Regel vier Seiten. Alle Ausgaben dieses Informationsbriefs hat das Bundesarchiv-Militärarchiv in Freiburg im Breisgau aufgenommen.

#### Die Schlacht von Kursk als Modell für die Verteidigung der Bundesrepublik (1966)
Aufsehen erregte er nochmals im November 1966 mit der Veröffentlichung eines Artikels unter dem Titel „Die Schlacht von Kursk – ein Modell für die Verteidigung der Bundesrepublik“ im Spiegel. Nach seiner Auffassung sollten alle atomaren Waffen vom Boden der Bundesrepublik verschwinden. Die Bundeswehr sollte sich künftig, auf 250.000 Mann reduziert, nur noch auf den unmittelbaren Schutz der Grenze gegen einen sowjetischen Überfall konzentrieren, wobei die erfolgreiche russische Verteidigung des Kursker Frontbogens im Jahre 1943 als militärisches Leitbild zu gelten habe.
Dies führte zu Stellungnahmen deutscher und ausländischer Fachleute, unter ihnen Friedrich Ruge, Inspekteur der Bundesmarine a. D. und ehemaliger Präsident des Verbandes der Reservisten der Deutschen Bundeswehr, sowie Helmut Schmidt, damaliger Verteidigungsexperte der SPD-Bundestagsfraktion und späterer Bundeskanzler. Im Februar 1967 ließ der damalige Verteidigungsminister Gerhard Schröder eine ausführliche Synopse zur Widerlegung der Thesen Bonins erarbeiten.

### Rückzug aus der Öffentlichkeit und Tod (1970–1980)
Anfang der siebziger Jahre betrachtete er sein „Mühen um Vernunft“, wie er sein Wirken selbst bezeichnete, für abgeschlossen. Er zog sich ins Privatleben zurück, das er in Lehrte bei Hannover führte.
Dort starb er 1980 im Alter von 72 Jahren. Wie es im Nachruf des Spiegel hieß, habe sich die Bundeswehr „in den letzten Jahren zumindest teilweise den Vorstellungen einer panzerabwehrstarken Verteidigung angenähert“.

## Schriften
- Opposition gegen Adenauers Sicherheitspolitik. Eine Dokumentation. Zusammengestellt von Heinz Brill. Verlag Neue Politik, Hamburg 1976, ISBN 978-3-921593-01-1.
- Das ganze Deutschland. Vertrauliche Informationsbriefe. Bibliographische Notizen 1961-1970. Zusammengestellt von Heinz Brill. Bensberg bei Köln 1979.

## Film
In Wir, Geiseln der SS, einer 2014/15 in Zusammenarbeit mit ZDF, ARTE, ORF und RAI gedrehten zweiteiligen TV-Dokumentarserie, wurde Bogislaw von Bonin in einer der Hauptrollen von Tim Bergmann verkörpert.